# Düm tek tek
«Düm tek tek» es la canción representante de Turquía en el Festival de la Canción de Eurovisión 2009, interpretada por Hadise. La canción está en inglés cuyo título está en turco. El título del tema es la onomatopeya del redoble de la darbuka, un tambor característico de la música árabe.
La canción fue elegida como representante de Turquía el 31 de diciembre de 2008.
Con esta canción la cantante Hadise logró una gran fama en varios países de Europa, donde además tuvo actuaciones.
La canción quedó 4.ª de 25 canciones participantes en el Festival de La canción de Eurovisión 2009, siendo una de las favoritas por el público europeo.
| Predecesor: "Deli" Mor ve Ötesi | Turquía en el Festival de Eurovisión 2009 | Sucesor: "We could be the same" maNga |

- Datos: Q2383004